# Куртцман, Клитус
Кли́тус Ку́ртцман (англ. Cletus P. Kurtzman, 19 июля 1938 — 27 ноября 2017) — американский миколог, «отец современной систематики дрожжей».

## Биография
Родился 19 июля 1938 года в городе Мансфилд штата Огайо.
В 1956 году поступил в Огайский университет, который окончил со степенью бакалавра в 1960 году. Продолжил обучение в Университете Пердью, в 1962 году получил степень магистра, после чего начал подготовку диссертации в Университете Западной Виргинии. В 1967 году защитил диссертацию доктора философии под руководством Хораса Барнетта.
С 1967 года Куртцман работал в Северной региональной исследовательской лаборатории Министерства сельского хозяйства США в Пеории. В 1970 году стал куратором коллекции дрожжей, сменив в этой должности Линфорда Уикерхема.
Начиная с 1980-х годов Куртцман активно внедрял в систематику дрожжей использование таких методов как ДНК-ДНК реассоциация, оценка доли ГЦ-пар. После начала широкого распространения полимеразной цепной реакции в биологии он стал использовать для определения систематического положения дрожжей секвенирование участка доменов D1/D2 большой субъединицы рибосомальной ДНК. Куртцман установил границы многих таксонов дрожжей, пересмотрел систематику спорообразующих аскомицетовых дрожжей.
Куртцман один из редакторов 4-го и 5-го изданий важнейших определителей The Yeasts, a Taxonomic Study. Автор свыше 350 научных публикаций.
Скончался 27 ноября 2017 года.

## Некоторые научные публикации
- Kurtzman C. P., de Hoog G. S. New Directions in the Systematics of Yeasts and Yeastlike Fungi // Antonie van Leeuwenhoek. — 1993. — Vol. 62(2). — P. 95—209.
- The Yeasts, a Taxonomic Study / Kurtzman C. P., Fell J. W., Boekhout T. (eds.). — Fifth edition. — Amsterdam: Elsevier, 2011. — 2080 p.

## Роды грибов, названные именем К. Куртцмана
- Kurtzmaniella Lachance & W.T.Starmer, 2008
- Kurtzmanomyces Y.Yamada et al., 1989